# Photoscotosia albomacularia
Photoscotosia albomacularia är en fjärilsart som beskrevs av John Henry Leech 1897. Photoscotosia albomacularia ingår i släktet Photoscotosia och familjen mätare. Inga underarter finns listade i Catalogue of Life.